# Czerwonka (Słupca)
Pour les articles homonymes, voir Czerwonka.
Czerwonka (prononciation : [t͡ʂɛrˈvɔnka]) est une localité polonaise de la gmina de Słupca dans le powiat de Słupca de la voïvodie de Grande-Pologne dans le centre-ouest de la Pologne.
Elle se situe à environ 6 km au sud de Słupca (siège de la gmina et du powiat) et à 64 km à l'est de Poznań (capitale régionale).
La localité possédait une population de 13 habitants en 2006.

## Histoire
De 1975 à 1998, la localité faisait partie du territoire de la voïvodie de Konin.

Depuis 1999, Czerwonka est située dans la voïvodie de Grande-Pologne.